# Mazurche op. 59 (Chopin)
Le Mazurche op. 59 sono un gruppo di tre composizioni per pianoforte scritte da Fryderyk Chopin fra il 1844 e il 1845.

## Storia
Chopin scrisse le prime due Mazurche dell'op. 59 nella primavera del 1845; la terza, in Fa diesis minore, risale invece all'estate del 1844 e probabilmente era già stata abbozzata nei mesi precedenti. Il compositore rifinì poi le tre composizioni durante il suo soggiorno estivo a Nohant. Le mazurche furono pubblicate a novembre 1845 dalla casa editrice Stern & Co., fondata a Berlino dal padre di un giovane musicista, Julius Stern, che Chopin aveva conosciuto nell'inverno precedente e a cui aveva promesso di affidare le tre composizioni per la pubblicazione. Successivamente Wessel a Londra, nel dicembre 1845, e Brandus a Parigi, nel marzo 1846, stamparono le opere. Diversamente da tutte le altre Mazurche del compositore polacco, l'op. 59 non presenta alcuna dedica.
Per molto tempo questa serie di Mazurche non ottenne il favore né del pubblico né della critica, unitamente a molte altre opere risalenti l'ultimo periodo compositivo del musicista. Oggi sono state pienamente rivalutate e, nonostante siano di notevole difficoltà interpretativa, sono fra le opere più eseguite, soprattutto durante i concorsi pianistici dedicati al compositore.
Alla seconda Mazurca in La bemolle maggiore è legato un episodio che riguarda Felix Mendelssohn. Il compositore tedesco, alla fine del 1844, scrisse una lettera a Chopin, ricordandogli i loro incontri negli anni passati e la loro amicizia; proprio nel nome dei loro buoni rapporti Mendelssohn gli domandò di scrivere una breve composizione, firmandola, per la moglie Cécile che amava più di ogni altra la musica del compositore polacco e gli chiese di spedirgliela. Anche se con ritardo, Chopin accontentò l'amico e accompagnò il brano scrivendo «[...]se il piccolo spartito non ha troppe orecchie e non arriva troppo tardi, per favore presentalo per me alla signora Mendelssohn». Quel piccolo spartito era La Mazurca in La bemolle maggiore.

## Analisi
- Mazurca in La minore op. 59 n. 1

Scritta con il consueto schema ABA, il brano ha l'indicazione Moderato ed è una composizione estremamente raffinata, per la sua eleganza è stata definita «una vera danza da salotto»
La sezione A presenta il primo tema a una sola voce, in modo molto pacato quasi provenisse da lontano. Poco per volta il disegno si amplia e assume l'aspetto di una melodia più definita. La frase musicale si ripete con leggere varianti; nell'arco di sole sedici battute è espressa in quattro tonalità diverse, dal Do minore al Sol minore, ancora Do minore e infine Re minore. Il secondo tema è suonato all'unisono; caratteristico è il pedale di tonica che inizia quasi subito e dura per otto battute.
Nella seconda sezione B la frase melodica prende un tono più appassionato, il discorso musicale viene sviluppato aumentando a poco a poco l'intensità espressiva; questo primo motivo è nel classico ritmo di Mazurca, scritto con un moto ascensionale fino alle note alte per poi discendere con accenni a una scala cromatica. La Ripresa è breve e cambia in tonalità passando inaspettatamente da La minore a Sol diesis minore; questo mutamento tonale viene ricondotto, tramite un collegamento con una frase intermedia, alla tonalità d'impianto, riproponendo quindi il tema principale. La Mazurca si chiude con una coda di sedici battute che porta la musica a dissolversi.
- Mazurca in La bemolle maggiore op. 59 n. 2

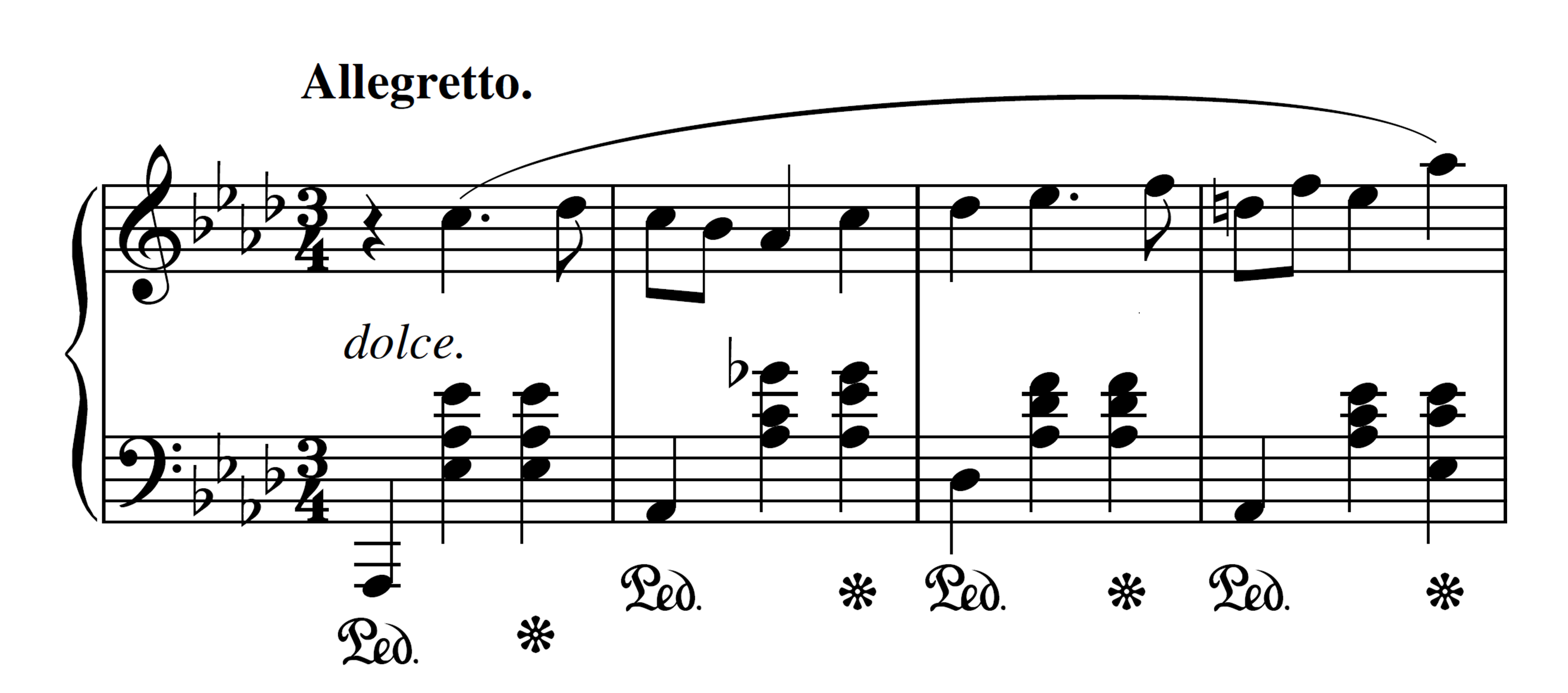
Prime battute della Mazurca op. 59 n. 2

La seconda Mazurca è ancora scritta nel semplice schema ABA e ha l'indicazione agogica di Allegretto; la costruzione è sostanzialmente monotematica, apparentemente molto semplice, ma che presenta in realtà alcuni aspetti estremamente elaborati. La parte iniziale A è molto melodica, scritta con una successione di quattro frasi dalla grande cantabilità che si differenziano poco tranne che nella fase conclusiva. La successiva parte della prima sezione presenta una liricità più intensa e vigorosa ritornando a essere poi più morbida e leggera nelle due battute conclusive che ripetono quelle iniziali. La musica,  con un diminuendo, giunge quindi a un Trio in La bemolle maggiore che strutturalmente ripropone la parte iniziale della Mazurca ripetendo più volte la stessa frase.
La Ripresa della prima parte viene proposta sostanzialmente accorciata e modificata; il tema principale è suonato dalla mano sinistra un'ottava più bassa, mutandone anche il ritmo che diventa più incisivo; la melodia è parzialmente variata assumendo un aspetto più intenso e porta a chiudere la Ripresa su un accordo nella tonalità d'impianto. La Coda finale è preceduta da un passaggio di otto battute di grande raffinatezza in cui, presentando vari gradi della scala cromatica, l'autore propone uno dei maggiori esempi di novità armoniche presenti nelle sue opere.
- Mazurca in Fa diesis minore op. 59 n. 3

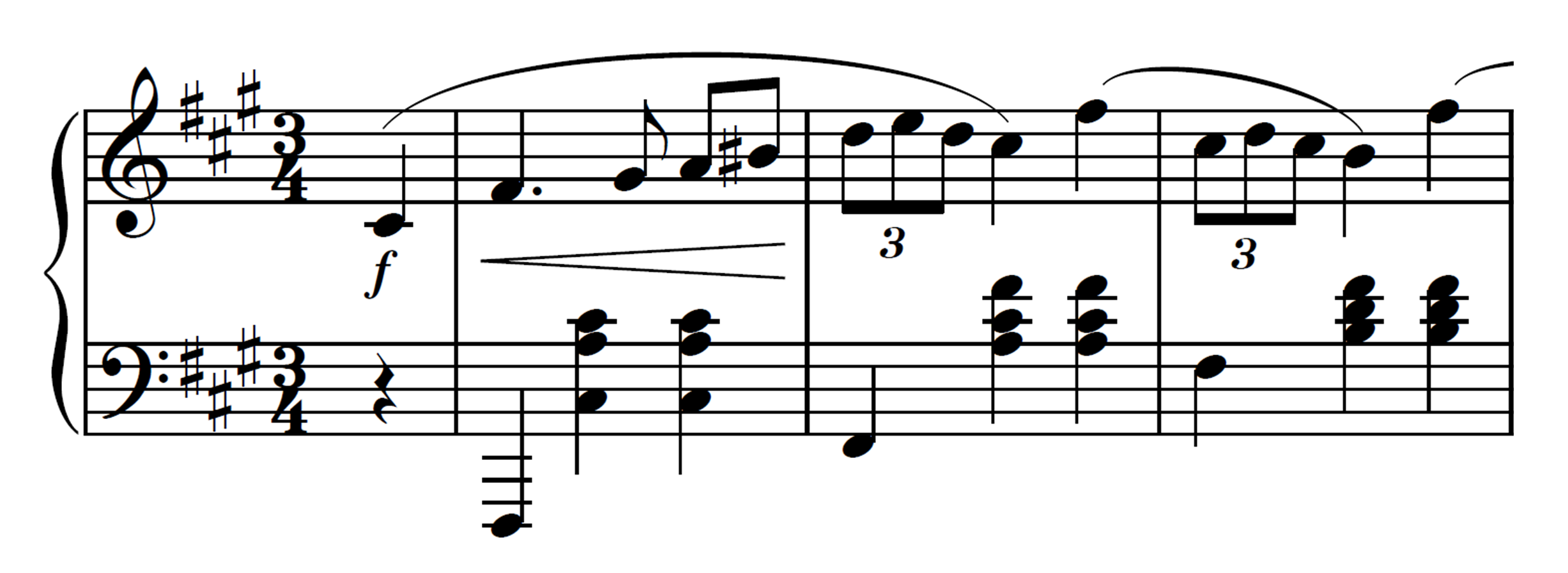
Battute iniziali della Mazurca op. 59 n. 3

La terza mazurca della serie, scritta prima delle altre, risale a una versione ancora precedente, in Sol minore, probabilmente dell'inverno fra il 1843 e il 1844; la composizione fu poi modificata e rifinita insieme alle altre due nei primi mesi estivi del 1845.
Il brano, con l'indicazione Vivace, rispecchia la derivazione dall'Oberek, la danza popolare polacca, molto simile alla Mazurka, dal ritmo brioso. Chopin la modifica semplificandola, ma mantenedone il carattere prettamente slavo. Il brano, sempre con la semplice struttura ABA, prende avvio con una ripetizione insistente della base ritmica che accompagna il primo tema di natura folcloristica, leggero e spiritoso. Con una breve cadenza viene anticipato il secondo motivo, anch'esso molto breve, quasi una frase che porta alla riproposta del tema iniziale. La melodia qui muta notevolmente, perde il carattere allegro e spensierato e assume un atteggiamento più dolce e riflessivo con aspetti inquieti creati da nuovi passaggi cromatici; la delicatezza della musica in questo passo ricorda per certi aspetti la Barcarola a cui il musicista stava iniziando a lavorare proprio nello stesso periodo. La parte centrale della Mazurca è nella più serena tonalità di Fa diesis maggiore. Una frase di quattro battute, come fosse un breve passaggio di transizione, ripetuto quattro volte con gradi diversi, riporta quindi all'iniziale tonalità di Fa diesis minore. Una Coda di notevoli dimensioni, con due frasi, una di carattere ascendente, la seconda discendente, conduce a concludere la Mazurca, in modo inusuale, nella tonalità di Fa diesis maggiore. 